# Staustufe Heidelberg

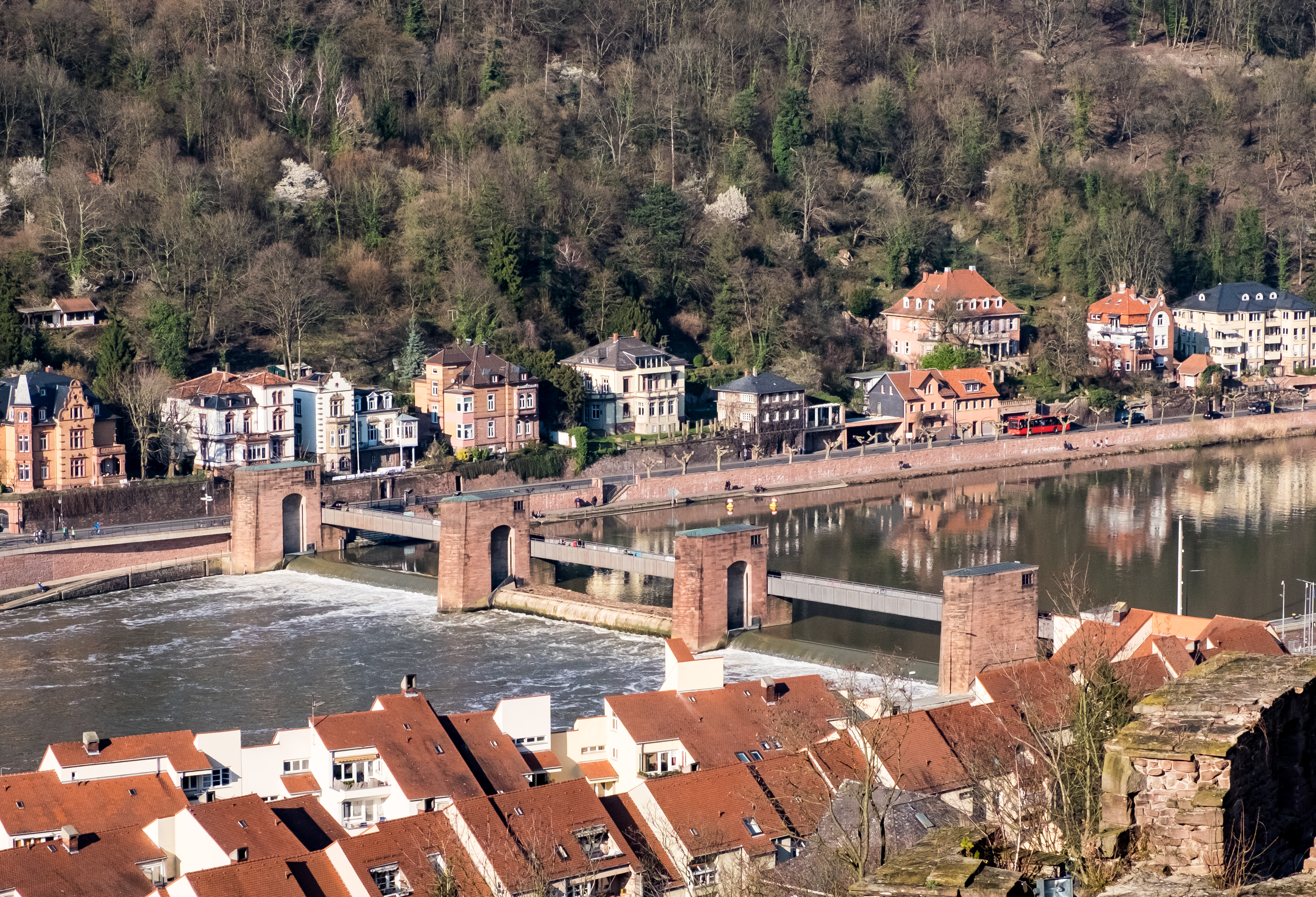
Wehr der Staustufe Heidelberg

Die Staustufe Heidelberg ist eine Flussstaustufe und besteht in Fließrichtung des Neckars aus einer Doppelschleuse am linken Ufer, einem Wasserkraftwerk und einem dreifeldrigen Walzenwehr am rechten Ufer. Darüber verbindet für Fußgänger und Radfahrer ein Steg die beiden Ufer. Bei der Gestaltung des Bauwerks wurde die Nähe der Heidelberger Altstadt durch niedrige Bauten und Verwendung des regionalen roten Sandsteins (Neckartäler Sandstein) berücksichtigt.

## Lage
Die Staustufe Heidelberg ist vom Rhein aus gesehen die dritte Anlage ihrer Art.

## Bootsschleppe
Auf der rechten Neckarseite steht eine Bootsschleppe zur Verfügung. Das Gleis ist 100 m lang. Es befindet sich auf der den Schleusenkammern gegenüberliegenden rechten Flussseite.

## Geschichte
Im Zuge des von Otto Konz geleiteten Projekts zur Errichtung des Neckarkanals kam es in Heidelberg zu starkem Widerstand, da eine Beeinträchtigung des historischen Stadtbildes befürchtet wurde. Die von Paul Bonatz 1926 vorgeschlagene Anlage mit dem Wehrsteg an der Oberwasserseite, niedriger Stauhöhe und vollständiger Natursteinverblendung besänftigte die Gegner der mit der Kanalisierung verbundenen Bauten. Die Empfehlungen von Bonatz wurden auch bei weiteren Staustufen am Neckar angewandt, erst beim Bau der Staustufe Aldingen wurde davon abgewichen.
Zwischen 1996 und 1998 wurde die Anlage um ein am rechten Ufer unter der Wasseroberfläche befindliches Kraftwerk ergänzt.
Die Staustufe Heidelberg steht unter Denkmalschutz.